# Cochlicopa lubrica
Brillante commune
Espèce
Cochlicopa lubrica, la Brillante commune, est une espèce d'escargots terrestres à respiration aérienne, un gastéropode pulmoné de la famille des Cochlicopidae.

## Description

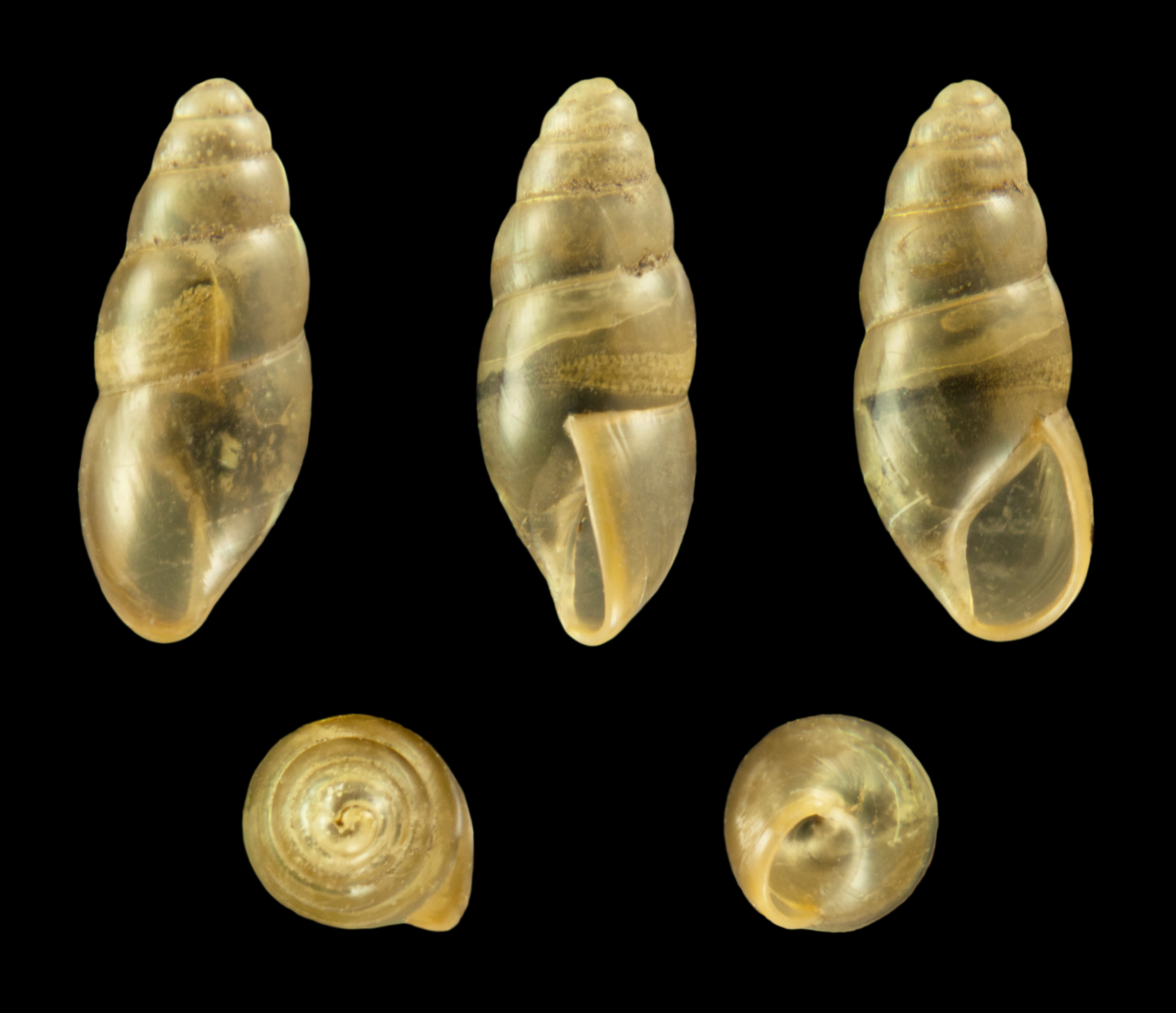
Coquilles de Cochlicopa lubrica.

La coquille, mesurant de 5 à 7,5 mm de long sur 2,4 à 2,9 mm de large, présente quatre à cinq spires modérément convexes. L’ouverture est légèrement épaissie à l’intérieur. Il n’y a pas de dents dans l’ouverture, ni d’ombilic. La coquille est de couleur brun jaunâtre à brun rougeâtre corné. L’animal est grisâtre à noirâtre, avec des tentacules foncés.
Cette espèce peut être difficile à distinguer de l’espèce similaire Cochlicopa lubricella.

## Répartition
Cette espèce se rencontre notamment en Espagne, en Grande-Bretagne, en Hongrie, en Irlande, aux Pays-Bas, en Pologne, en Slovaquie, en Tchéquie et en Ukraine.

## Dénominations
Ce taxon porte en français le nom vernaculaire ou normalisé suivant : Brillante commune.

## Taxonomie
Cochlicopa repentina Hudec, 1960 a été considérée comme une forme de Cochlicopa lubrica en 1994.
Le nom valide complet (avec auteur) de ce taxon est Cochlicopa lubrica (Müller, 1774).
L'espèce a été initialement classée dans le genre Helix sous le protonyme Helix lubrica O. F. Müller, 1774.
Cochlicopa lubrica a pour synonymes :
- Bulimus subcylindricus var. albinos Moquin-Tandon, 1856
- Bulimus subcylindricus var. fuscus Moquin-Tandon, 1856
- Cionella (Zua) lubrica var. sinistrorsa Goldfuss, 1900
- Cionella lubrica var. pfeifferi Weinland, 1874
- Cochlicopa lubrica var. hyalina Jeffreys, 1862
- Ferussacia subcylindrica var. grisea Locard, 1880
- Ferussacia subcylindrica var. opaca Locard, 1880
- Achatina lubrica (O. F. Müller, 1774)
- Bulimus lubricoides W. Stimpson, 1851
- Bulimus lubricus (O. F. Müller, 1774)
- Bulimus maderensis R. T. Lowe, 1852
- Bulimus nitidissimus Krynicki, 1833
- Bulimus subcylindricus Moquin-Tandon, 1856
- Cionella (Ferussacia) lubrica (O. F. Müller, 1774)
- Cionella (Zua) lubrica (O.F. Müller, 1774)
- Cionella columna Clessin, 1875
- Cionella lubrica (O. F. Müller, 1774)
- Cionella pfeifferi Weinland, 1874
- Cionella subcylindrica W. G. Binney, 1869
- Cochlicopa (Cochlicopa) lubrica (O. F. Müller, 1774)
- Cochlicopa (Cochlicopa) pfeifferi (Weinland, 1874)
- Cochlicopa (Cochlicopa) repentina Hudec, 1960
- Cochlicopa (Zua) lubrica (O.F. Müller, 1774)
- Cochlicopa repentina Hudec, 1960
- Ferussacia subcylindrica (Moquin-Tandon, 1856)
- Helix lubrica O. F. Müller, 1774
- Helix lubricus O. F. Müller, 1774
- Helix stagnorum Gmelin, 1791 sensu Pulteney, 1799
- Physa aenigma Westerlund, 1877
- Turbo glaber da Costa, 1778
- Zua buddii Dupuy, 1849
- Zua locardi Pollonera, 1885
- Zua lubrica (O. F. Müller, 1774)